# Дворец итальянской цивилизации

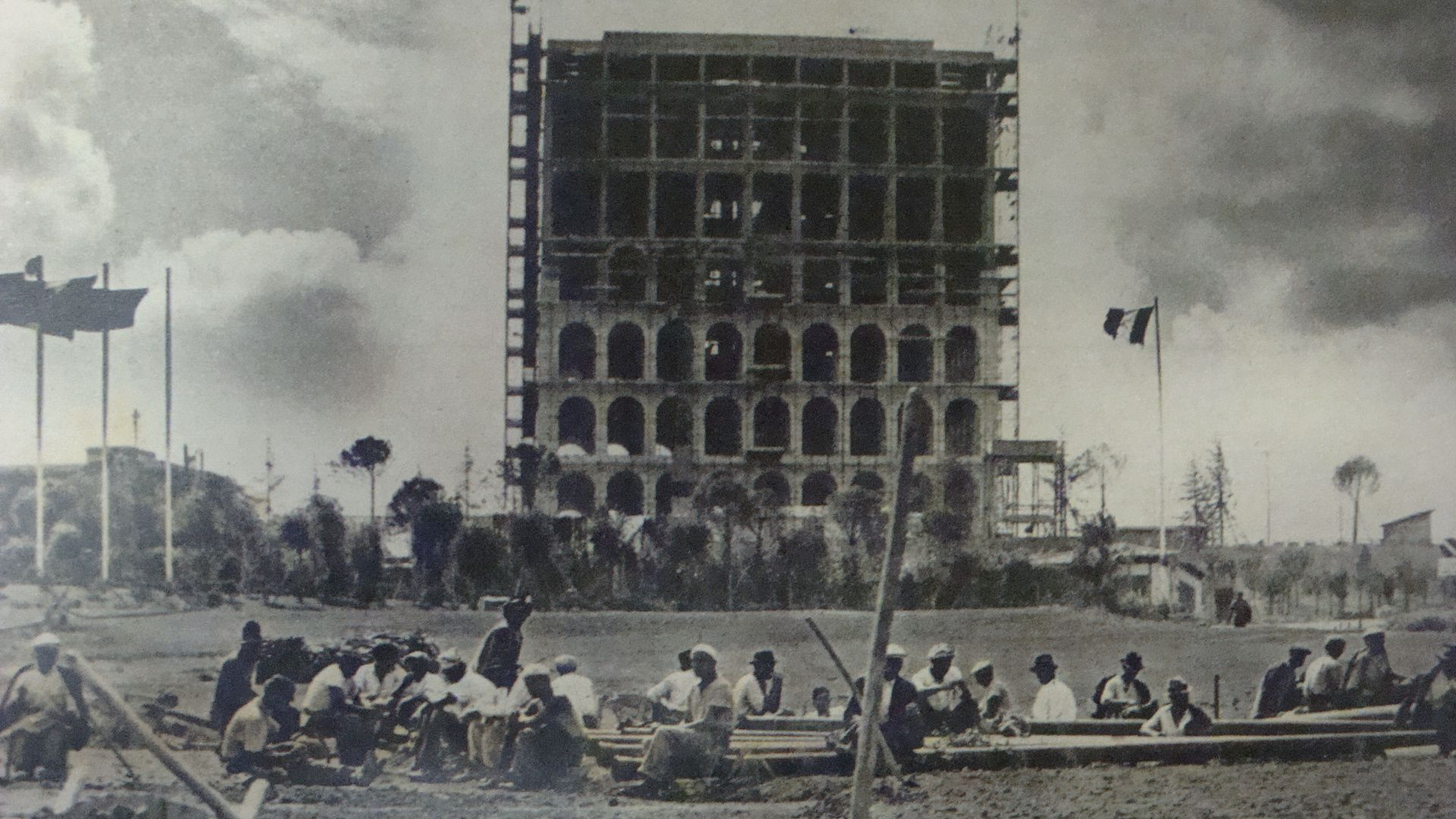
Строительство дворца, 1940

Дворец итальянской цивилизации (итал. Palazzo della Civiltà Italiana), также Дворец цивилизации труда (Palazzo della Civiltà del Lavoro) или Квадратный Колизей (Colosseo Quadrato) — одно из наиболее примечательных архитектурных сооружений итальянского фашизма.
Здание было спроектировано в 1937 году архитекторами Дж. Гверрини, Э. Б. Ла Падулой и М. Романо, чтобы провести там Выставку римской цивилизации (Mostra della Civiltà Romana) во время Всемирной выставки 1942 года.
Дворец итальянской цивилизации стал одной из наиболее известных построек Квартала всемирной выставки в Риме и является ярким примером монументальности этого района.

## История
Дворец был построен как часть Квартала всемирной выставки (EUR) — крупного делового центра и пригородного комплекса, задуманного Муссолини в 1935 году как центр Всемирной выставки 1942 года и символ мирового фашизма. Проект здания был разработан архитекторами Джованни Гверрини, Эрнесто Бруно Ла Падулой и Марио Романо и осуществлён в 1938—1943 гг. Дворец был торжественно открыт 30 ноября 1940 как центр будущей выставки. В настоящее время он считается одним из наиболее внушительных примеров фашистской архитектуры.
3 июня 1941 выставка была отменена, когда ещё велись работы над зданием. Более десяти лет оно было пустым и заброшенным. Впервые оно открылось для публики в 1953 году. Тогда же в нём была проведена Римская сельскохозяйственная выставка 1953 года (EA53).
В 2003—2008 гг. дворец был закрыт для реставрации. С 2015 года там расположилась штаб-квартира дома мод Fendi, которая будет находиться там на протяжении как минимум 15 лет. Сообщается, что ежегодно компания будет платить за аренду здания 2,8 млн евро. Первый этаж остался незанятым, чтобы там проводились выставки предметов итальянского ремесла. До 7 марта 2016 на первом этаже здания проходила выставка «Una Nuova Roma», посвящённая истории Квартала всемирной выставки.

## Архитектура
Квартал всемирной выставки представляет собой масштабный пример того, как могла бы выглядеть городская архитектура Италии, если бы фашизм не пал в результате Второй мировой войны, — просторные, симметричные улицы и строгие здания из известняка, туфа и мрамора, построенные либо в ликторском стиле (stile littorio), навеянном древнеримским зодчеством, либо в стиле рационализма. Часто этот стиль называют упрощённым неоклассицизмом. Марчелло Пьячентини, координатор строительства для выставки 1942 года, основывал его на рационализме Джузеппе Пагано, Адальберто Либера и Джованни Микелуччи.
Внешний вид «Квадратного Колизея» был задуман Муссолини так, чтобы напоминать древнеримский Колизей. Как и в Колизее, фасад здания состоит из лоджий, расположенных шестью ярусами по девять арок в каждом. На всех четырёх сторонах здания размещена надпись, взятая из речи дуче от 2 октября 1935: «Народ поэтов, художников, героев, святых, мыслителей, учёных, мореплавателей, переселенцев» (Un popolo di poeti, di artisti, di eroi, di santi, di pensatori, di scienziati, di navigatori, di trasmigratori).
Всё здание облицовано травертином, что характерно для Квартала всемирной выставки. По форме оно представляет собой параллелепипед на просторном квадратном основании, которое занимает площадь 8 400 м². Объём здания — 205 000 м³, высота — 68 м (50 м от основания).

### Статуи
По четырём углам основания вокруг здания стоят четыре конные скульптуры, изображающие Диоскуров — двух мифических греческих героев, сыновей Зевса и Леды. Скульптуры созданы Публио Морбидуччи и Альберто де Фельчи. В арках первого этажа, по периметру основания, стоят 28 статуй высотой примерно 3,4 м, изображающих различные занятия и сферы жизни. Они были изготовлены в восьми компаниях, чьей специализацией была работа с каррарским мрамором, и установлены в 1942 году. По часовой стрелке от входа расположены следующие статуи:
- Героизм
- Музыка
- Ремёсла
- Гений политики
- Общественный порядок
- Труд
- Сельское хозяйство
- Философия
- Коммерция
- Промышленность
- Археология
- Астрономия
- История
- Гений изобретений
- Архитектура
- Право
- Верховенство мореплавания
- Скульптура
- Математика
- Гений театра
- Химия
- Книгопечатание
- Медицина
- География
- Физика
- Гений поэзии
- Живопись
- Гений войны

## В кинематографе
Благодаря примечательному внешнему виду и историческому значению здание фигурирует в ряде фильмов, включая (в хронологическом порядке):
- Рим — открытый город (1945)
- Боккаччо-70 (новелла «Искушение доктора Антонио», 1962)
- Последний человек на Земле (1964)
- Живот архитектора (1987)
- Гудзонский ястреб (1991)
- Экран-убийца (1996)
- Тит (1999)
- Эквилибриум (2001)
- Образцовый самец № 2 (2016)